# Vinciguerria mabahiss
Vinciguerria mabahiss is een straalvinnige vissensoort uit de familie van lichtvissen (Phosichthyidae). De wetenschappelijke naam van de soort is voor het eerst geldig gepubliceerd in 1984 door Johnson & Feltes.